# ジョージ・モラン
ジョージ・クラレンス・"バグズ"・モラン（George Clarence "Bugs" Moran、1893年8月21日 - 1957年2月25日）はシカゴのギャングスターで、ノースサイド・ギャングのリーダー。ライバルであるサウスサイド・ギャング（後のシカゴ・アウトフィット）と凄惨な抗争を繰り返した。
出身はミネソタ州セントポール。本名はアデラード・クニン（Adelard Cinin）といい、父はフランス出身の移民であり、母はカナダ出身だったとされる。厳しい父とは折り合いが悪く、信心深い母が間を取り持っていたという。生涯に2度結婚しており、一人目の妻であるイブリンは彼の暴力的な生きざまについていけずに離婚し、二人目の妻であるルシール（トルコ系アメリカ人）との間に息子を一人儲けた。

## プロフィール

### ギャングの道へ
モランは学校を中退して18歳の時に本格的に犯罪の世界に入った。最初は地元の商店に強盗に入って逮捕され、少年刑務所に入れられる。21歳の頃にはすでに26回の強盗を働いており、3度刑務所入りしていた。その後はシカゴに逃亡してダイオン・オバニオンの配下となり筋金入りのギャングとなる。オバニオンが1924年にサウスサイド・ギャングに殺害された後は、跡目を継いだハイミー・ワイスの副官となった。

### カポネとの争い
1920年に禁酒法が施行され酒類の製造・販売・輸送が禁止されたが、ギャングたちは今まで行っていた強盗や恐喝行為よりも利益が得られる密造酒の管理を独占的に行い、莫大な利益を手にするようになった。シカゴにはワイスとモラン率いるノースサイド・ギャングとジョニー・トーリオが率いるサウスサイド・ギャングが存在していた。トーリオは争いを好まなかったため大きな抗争は起こらなかったが、やがてその跡目をアル・カポネが引き継ぐとサウスサイド・ギャングとの間で凄惨な抗争が勃発する。
1925年5月、ノースサイド・ギャングはジェンナ兄弟のアンジェロを暗殺、その後、マイクとトニーも暗殺した。この年には二人でトーリオの殺害を図るが失敗している。1928年にはピーターとフランクのグーゼンバーグ兄弟を使いカポネの部下のジャック・“マシンガン”・マクガーンの暗殺を図るが失敗する。この頃、カポネの暗殺も2度ほど企てるがやはり失敗している。1926年にワイスがカポネの刺客に殺害され、跡を継いだヴィンセント・ドルッチも翌1927年に警察に射殺されたのを受け、一味のリーダーとなる。

### 聖バレンタインデーの虐殺
商売敵であるカポネは遂にモランの抹殺を企て、1929年2月14日にギャング史に残る聖バレンタインデーの虐殺を引き起こした。グーゼンバーグ兄弟らが殺害されたが、モランはSMC運送会社の倉庫に数分遅れてきたため倉庫の前に偽物のパトカーが止まっているのを見て素通りして難を逃れた。虐殺の後で警察が虐殺の犯人についてモラン自身が関与したのかと訊くと「あんな殺しかたをするのはカポネだけだ」と答えた。

### その後
カポネは脱税により投獄されたが、ノースサイド・ギャングも抗争により主要幹部を失い、禁酒法の廃止に伴い密造酒で得ていた利益を得ることができなくなったため組織は事実上壊滅した。モランはギャングとしての命運が絶たれたにもかかわらず、その後も暴力的な生き方をやめることが出来なかった。
1939年4月30日には6万2千ドルにも上る手形詐欺の容疑で逮捕された。保釈金を支払ったにもかかわらず逃亡したために拘束され、1943年12月21日まで釈放が認められなかった。
1946年6月6日には1945年6月28日にオハイオ州のデイトン市で発生した酒場への強盗容疑で逮捕され、懲役20年の刑を宣告された。
収監されていたオハイオ州立刑務所を釈放後にまたもや強盗容疑で逮捕され、1957年に懲役10年の刑を宣告された。
カンザス州のレブンワース刑務所に収監されてから45日後、1957年2月25日に肺癌で死亡。刑務所の墓地に埋葬された。